# Erling Blöndal Bengtsson
Erling Bløndal (také Blöndal) Bengtsson (8. března 1932 Kodaň – 6. června 2013 Ann Arbor, Michigan, USA) byl dánský violoncellista a hudební pedagog.
Blöndal Bengtsson se narodil a vyrůstal v Kodani. Debutoval jako čtyřletý v roce 1936 a svůj první koncert s orchestrem absolvoval v roce 1942 v Tivoli pod vedením dirigenta Thomase Jensena.
V roce 1948 mu islandské čestné stipendium umožnilo studovat ve Spojených státech u ruského violoncellisty Gregora Piatigorského ve Filadelfii. O rok později se stal asistentem Piatigorského a následující rok členem fakulty s vlastní třídou violoncella na Curtisově institutu.
Bløndal Bengtsson vystupoval s většinou světových orchestrů, jako je Royal Philharmonic, Skt. Petersburg Philharmonic Orchestra, English Chamber Orchestra, Salzburg's Mozarteum Orchestra, Haagský Residentie Orchestra pod vedením Jurije Temirkanova, Marisse Jansonsa, Davida Zinmana, Sixtena Ehrlinga, Herberta Blomstedta a Sergiu Commissiona.
Jeho repertoár sahal od klasických až po moderní díla. Přední skandinávští skladatelé psali díla pro Blöndala Bengtssona a ve Skandinávii premiéroval koncerty Benjamina Brittena, Samuela Barbera, Arama Chacaturjana, Fredericka Deliuse, Witolda Lutosławského a Williama Waltona.
V Dánsku vyučoval na Královské Konzervatoři v Kodani. Dále učil na Vysoké škole ve Stockholmu Edsberg slot a na Hochschule für Musik v Kolíne nad Rýnem. V roce 1990 získal profesuru na University of Michigan i Ann Arbor, Michigan, USA, kterou zastával dalších šestnáct let. Mimoto vedl řadu mistrovských kurzů, na festivalu Tibora Vargy v Sionu ve Švýcarsku a v Anglii, Norsku, Islandu a USA.
Erling Bløndala Bengtsson hrál na nástroj z dílny Nicolasa Lupota (1758–1824), nazývaného „Francouzský Stradivarius“.
Natočil více než padesát desek. Jeho nahrávka 6 suit Johanna Sebastiana Bacha pro sólové violoncello byla „Volbou roku“ v americkém hudebním časopise Fanfare a jeho nahrávka sólové sonáty Zoltána Kodálye se stala v Guinnessově knize 1000 jednou z 1000 nejlepších nahrávek všech dob. V roce 2006 u příležitosti jeho 70. narozenin vyšlo portrétní DVD s názvem „The Cello and I.“
Erling Blöndal Bengtsson zemřel v Michiganu 6. června 2013 a je pohřben na Islandu na „Holavallagarður“, na starém hřbitově v Reykjavíku. Pomník na jeho hrob zhotovil v roce 1976 sochař Gottfred Eickhoff. Kopie je ve sbírce portrétů Národního historického muzea na zámku Frederiksborg. Velká socha stojí také před koncertním sálem v Reykjavíku. Zhotovil ji sochař Olöf Pálsdottir. Portrét Bengtssona namalovaný jeho mladším synem Stefanem Blöndalem byl darován studenty a visí na dánské hudební konzervatoři.

## Vyznamenání
- Rytíř 1. stupně Řádu Dánů (16. listopadu 1977)
- Velký rytíř Islandského sokolského řádu
- 1946: Čestná cena Hudebních kritiků
- 1961: Prof. Čestné ocenění Ove Christensena
- 1962: Čestný umělec studentů Aarhusu
- 1965: Delegát Memoriálu skladatele Ludviga Schyttese
- 1972: Člen Královské hudební akademie
- 1973: Čestný dar od Carla Nielsena a Anne Marie Carl Nielsen's Legacy
- 1976: Cena Läkerol
- 1993: „Chevalier du Violoncelle“, Indiana University, School of Music, Eva Janzer Memorial Cello Center
- 2001: Award of Distinction, Manchester International Cello Festival
- 2005: „Premier Master Cellist 2005“, Detroit Cello Society
- 2006: Čestná cena IFPI na P2 Prize DMA Classic
- 2013: Cena Jóna Sigurdssona, Island [7]
- Čestná cena Nadace Velux
- Anglická zlatá medaile Hyam Morrison za violoncello